# L'Adone
L'Adone è un poema di Giovan Battista Marino, pubblicato per la prima volta a Parigi nel 1623 presso Oliviero di Varennes. L'opera descrive le vicende amorose di Adone e Venere ed è uno dei poemi più lunghi della letteratura italiana (5.124 ottave per un totale di 40.992 versi, poco più dell'Orlando furioso e circa tre volte la Divina Commedia e la Gerusalemme liberata).
Dedicato a Luigi XIII di Francia, è composto da venti canti e preceduto da una lettera indirizzata alla regina Maria de' Medici (madre e reggente di Luigi all'epoca della sua minore età) perché interceda presso il giovane re; la lettera è preceduta a sua volta da una prefazione del critico francese Jean Chapelain in cui il poema viene giustificato come poème de la paix (poema della pace), epico ma non eroico.
Ogni canto è preceduto da Argomenti in prosa, composti da Fortuniano Sanvitale, e da Allegorie, attribuite a don Lorenzo Scoto, che dovrebbero spiegare il significato morale del testo (il cui insegnamento, come detto nel proemio, è smoderato piacer termina in doglia). Ogni singolo canto è fornito di un titolo e di un proemio di sei ottave, mentre il proemio del primo canto è di dodici ottave.

## La gestazione del poema
La scrittura del poema si estese per tutta la vita del Marino, a partire dagli anni napoletani fino alla stampa parigina. Le informazioni sono ricavate dall'epistolario o dalle prefazioni che aprono altre opere mariniane.
Nel 1584 L'Adone è un poema idillico, che prevede la descrizioni dei suoi amori e della sua morte.
Nel 1605 sembra dover venire pubblicato in 3 canti (innamoramenti, amori e morte).
Nel 1614 consiste in "poco più di mille stanze" ed è diviso in 4 canti (amori, trastulli, dipartita, morte).
Nel 1615 da Torino il Marino scrive a Fortuniano Sanvitale che il poema è diviso in 12 canti ed è lungo quanto la Gerusalemme liberata e di avere intenzione di stamparlo appena arriverà a Parigi.
Nel 1616, appena giunto a Parigi, il Marino scrive in una lettera che il poema "è diviso in 24 canti ed è quasi maggiore dell'Orlando furioso", anche se poi, come su detto, fu pubblicato in 20 canti e non in 24, il che ben indica quanto magmatica dovesse essere la struttura del poema ancora in questa fase. Quale fosse la vera dimensione dell'Adone a questa data è testimoniato da un manoscritto, oggi conservato a Parigi, detto Adone1616, che contiene i primi tre canti del poema, il quale è dedicato alla regina Maria de' Medici e al suo favorito Concino Concini.
Tuttavia, il brusco mutamento della situazione politica a corte - con la presa del potere di Luigi XIII col conseguente allontanamento della regina e la morte violenta del Concini - costrinse il Marino a rimettere mano al poema che, in cinque anni (1617-1621), fu rivisto daccapo e aumentato fino a diventare l'immensa macchina in 20 canti che leggiamo oggi: questa nuova versione fu dedicata a Luigi XIII con l'intercessione di Maria de' Medici, mentre le ottave proemiali prima dedicate al Concini furono spostate, defilate, nel canto XI.
Da dove il Marino prendesse il materiale per il vasto rifacimento compiuto in questi cinque anni è possibile dedurlo da un documento del 1614 noto come Lettera Claretti, lettera dedicatoria che apre la terza parte delle Rime mariniane, firmata da Onorato Claretti ma di sicura mano del poeta, e da alcune indicazioni sparse nelle lettere in cui l'autore parla lungamente dei suoi molti progetti poetici in via di redazione, dei quali non è rimasta però alcuna traccia. Poiché la descrizione che il poeta ci ha lasciato di queste altre opere coincide con molte parti del poema, si è indotti a pensare che L'Adone, per divenire l'immenso poema che è ora, abbia praticamente "inglobato" gli altri poemi di cui parla il Marino, cioè le Trasformazioni, la Gerusalemme distrutta (della quale resta il solo canto VII, edito postumo), il Polifemo e la Polinnia, tutti riciclati variamente forse nei canti V-VII e XIX-XX.
Di certo da quello che testimoniano alcune lettere (in una lettera del 1619 a Ottavio Magnanini il poeta dice che Adone viene ucciso da Marte in forma di cinghiale, cosa che nel poema non accadrà) e dalla vastità dell'errata corrige (in cui a volte vi sono aggiunta intere sequenze di strofe), il Marino, come l'Ariosto, continuò a interagire con il poema fino all'ultimo, anche durante la stampa stessa.

## Trama
Data la mole dell'opera, nel riassunto della trama sono qui indicate anche alcune riprese testuali di talune opere e notazioni strutturali sul racconto, poi approfondite nei successivi paragrafi incentrati sulle fonti e sulla struttura dell'opera.

### La Fortuna (canto I)
Il poema si apre con l'invocazione a Venere e la dedica a Luigi XIII e Maria de' Medici.
Amore ha fatto innamorare Giove di un'altra donna, e Giunone, gelosa, se ne lamenta con Venere. La dea rimprovera Amore che ripara, piangente, da Apollo; questi, per un antico odio verso Venere (che verrà spiegato da Momo nel canto VII), convince Amore a far innamorare Venere di Adone, dal momento che è principe di Cipro e pare destinato a una sorte fausta (mentre Apollo sa bene che l'oroscopo del fanciullo gli annuncia la morte). Amore si reca da Vulcano e si fa forgiare una freccia infallibile, poi si reca da Nettuno e gli chiede una tempesta. Intanto Adone, seguendo la Fortuna su una barca, colto dalla tempesta naufraga a Cipro, l'isola dove si ambienterà praticamente tutto il poema; qui il pastore Clizio (come indicato nell'Allegoria che precede il poema, Clizio è in realtà il poeta genovese Giovanni Vincenzo Imperiale, scrittore del poema Lo stato Rustico, punto di riferimento anche per il poeta Gabriello Chiabrera), lo accoglie e canta un elogio della vita bucolica.

### Il Palagio d'Amore (canto II)
Invettiva contro i piaceri vani. Davanti al palazzo di Amore e Venere, immaginato come un edificio con quattro torri quadrate laterali ed una centrale rotonda, alla presenza di un albero di gemme e d'oro (idea tratta dalle Stanze di Angelo Poliziano), Clizio racconta la storia del giudizio di Paride (il racconto è parallelo al concorso di bellezza maschile nel canto XVI). Questo secondo canto manca nell'Adone1616 e forse è stato composto dopo l'arrivo a Parigi.

### L'Innamoramento (canto III)
Invettiva contro le vanità dell'amore. Venere giunge a Cipro e, vagando scalza per i campi, viene punta da una rosa; per sciacquarsi si reca ad una fonte, ove vede Adone dormiente e se ne innamora. Assume quindi l'aspetto di Diana, lo sveglia con un bacio e si fa medicare il piede ferito (la scena è parallela al ritrovamento degli amanti nel canto XV); così anche Adone s'infatua della dea, che in ultimo si rivela. Prima di allontanarsi, la dea si volge indietro e recita il celebre Elogio della rosa, uno dei brani più famosi del Barocco italiano.

### La Novelletta (canto IV)
La fatica e il travaglio provano la nobiltà. All'interno del palazzo Amore racconta ad Adone la storia dei suoi amori con Psiche (la vicenda è tratta dalle Metamorfosi di Apuleio).

### La Tragedia (canto V)
Invettiva contro i mezzani. Mercurio racconta cinque storie tragiche di giovani che amarono delle divinità (Narciso, Ganimede, Ciparisso, Ila, Ati, racconti tratti probabilmente dalle Metamorfosi di Ovidio; la serie di racconti ha il suo parallelo in quelli narrati nel canto XIX). Adone è esortato da Venere a rinunciare alla caccia e, dopo aver visitato il palazzo, assiste alla rappresentazione della tragedia di Atteone su un meraviglioso palcoscenico rotante. Colto dal sonno, il ragazzo non vede il finale della tragedia.

### Il Giardino del Piacere (canto VI)
I pericoli della carne e della seduzione. I due amanti visitano:
- nella prima torre quadrata, il giardino della vista, con la descrizione dell'occhio, una galleria di pitture e la narrazione della storia del pavone;
- nella seconda torre quadrata, il giardino dell'odorato, con la descrizione del naso, dell'orto dei profumi con l’elogio della granadiglia (tratto dal Marino da una raccolta bolognese di Rime del 1608); Venere narra la vita di Amore.

### Le Delizie (canto VII)
Invettiva contro poesia e musica lascive. I due amanti visitano:
- nella terza torre quadrata, il giardino dell'udito, con la descrizione dell'orecchio e dei vari uccelli (qui Mercurio racconta la famosa storia dell'usignolo, altro celebre punto del poema, tratto dalle Prolusiones di Famiano Strada del 1617);
- nella quarta torre quadrata, il giardino del gusto, con la descrizione dell'orto fruttifero, della bocca, e di due vasi rappresentanti la nascita di Venere e Amore. Qui, durante il banchetto, giunge il dio Momo, che vuole recitare un passo del suo nuovo poema Le vergogne del cielo, nel quale si racconta il mito secondo cui Apollo scoprì Venere intenta agli amori con Marte, quindi lo rivelò agli altri dèi (l'episodio è tratto dal libro VIII dell'Odissea e dai Dialoghi degli dei di Luciano di Samosata, ed è sottinteso alla vendetta di Apollo del I canto). Venere, oltraggiata, scaccia Momo dal giardino; per riparare, Talia canta uno splendido inno all'amore;

### I Trastulli (canto VIII)
Esaltazione della poesia erotica. I due amanti visitano: 
- Nella torre centrale rotonda, il giardino del tatto. Venere e Adone vengono uniti in matrimonio da Mercurio; dopo un lungo bagno purificatore (dalle scene molto esplicite, su cui si esercita la bravura metaforica del poeta) i due consumano il matrimonio in una piccola stanza del palazzo e proseguono con diletto la loro vita matrimoniale.

### La Fontana d'Apollo (canto IX)
Elogio di Apollo e della poesia. Passando dai piaceri dei sensi a quelli dell'intelletto, Adone e Venere, sempre accompagnati da Mercurio, visitano la meravigliosa fontana di Apollo che si trova nell'Isola della Poesia, e incontrano il pescatore Fileno, cioè il Marino stesso, che racconta la sua vita e passa in rassegna i suoi mecenati dell'Italia e della Francia, i poeti greci, latini e italiani, tutti scolpiti sulla fontana. Il poeta trova modo di rievocare anche l'attentato a Torino sortitogli dal poeta avversario Gaspare Murtola e di denigrare altri poeti suoi rivali, quali Margherita Sarrocchi e Tommaso Stigliani.

### Le Maraviglie (canto X)
Invocazione alla Musa. Come Astolfo nell'Orlando furioso, sotto la guida di Mercurio Adone visita i primi tre cieli:
- Luna, dove il dio, prendendo spunto dalle macchie lunari, tesse le lodi di Galileo Galilei e del cannocchiale. Sulla luna visitano la Grotta della Natura e l'Isola dei Sogni;
- Mercurio, dove vanno a visitare il Museo degli Inventori e quello dell'Arte. Si recano anche nella Biblioteca dell'Universo (dove Adone vede giacere fra i libri ormai dimenticati anche il poema Il Mondo Nuovo di Tommaso Stigliani appena pubblicato) e nella Sala del Mappamondo dove è possibile conoscere le guerre del futuro: Mercurio annuncia le guerre di Francia e d'Italia. Gran parte di questo canto è forse stata composta durante il periodo francese, viste le fonti difficilmente circolanti in Italia.

### Le Bellezze (canto XI)
Proemio dedicato a Maria de' Medici. 
- Raggiunto il cielo di Venere, vedono passare in rassegna le donne più celebri e belle del futuro; elogio delle bellezze d'Italia e di Francia (qui si ritrova l'ottava di dedica al Concini che apriva il poema nell'Adone1616). Adone vuole conoscere da Mercurio il suo oroscopo e apprende che è negativo. Venere, che intanto ha lanciato frasi di sdegno contro l'astrologia, desidera ritornare sulla Terra, anche perché è gelosa nel vedere tante bellezze. Sono trascorsi tre giorni. Termina qui l'intero percorso iniziatico fisico e intellettuale di Adone cominciato nel canto VI (e che verrà ripreso nel canto XV con la lettura della mano e la partita a scacchi).

### La Fuga (canto XII)
Invettiva contro il sentimento della gelosia. La dea Gelosia avvisa Marte della vita felice della coppia e questi si precipita a Cipro. Venere fa fuggire Adone dandogli un anello (come quello di Angelica nell'Orlando furioso) contro cui non valgono incanti e che lo manterrà fedele. Adone incontra una ninfa che lo porta alla dimora sotterranea della maga Falsirena che tende insidie amorose al giovinetto, il quale, sempre fedele a Venere, tenta la fuga ma viene imprigionato. Durante l'avventura sotterranea nel regno di Falsirena aumentano sensibilmente i rimandi cristologici ed agiografici della figura di Adone. 
Alcune ottave di questo canto erano già state messe in musica e pubblicate nel 1615 da Sigismondo d'India; sono collocate anche nel II canto nell'Adone1616 (che manca dell'odierno canto II, il Palagio d'Amore) per descrivere l'incontro di Adone con Venere (che è nel III canto attuale): il personaggio di Falsirena, quindi, deve avere preso corpo dopo il 1616 e solo dopo questa data il poeta deve aver riferito a lei le ottave che prima riguardavano Venere.

### La Prigione (canto XIII)
Invettiva contro la magia. Attraverso un sanguinoso maleficio (tratto dalla Farsaglia di Lucano), Falsirena apprende che Adone è innamorato di Venere, che gli ha donato l'anello fatato, che gli viene sottratto. Ad Adone appare Mercurio e gli spiega le insidie che ancora lo aspettano. Trasformato per sbaglio dalla stessa Falsirena in pappagallo (simbolicamente lo stesso uccello che cantava le lodi della rosa nel giardino di Armida della Gerusalemme liberata), Adone può volare via dalla prigione. In questa forma si sottrae, grazie a Mercurio, ad un agguato di Vulcano e, tornato a Cipro, assiste inerme agli amori di Marte e Venere nel giardino del tatto. Su consiglio di Mercurio torna nel regno sotterraneo di Falsirena per recuperare il suo aspetto e l'anello fatato ma, contro il monito del suo consigliere, giunto al tesoro di Falsirena Adone sottrae anche le funeste armi di Meleagro, che lo porteranno alla morte.

### Gli Errori (canto XIV)
Deplorazione della decadenza dell'arte militare. Tornato sulla terra, Adone si traveste da donna per far perdere le sue tracce, ma incappa nelle trame di due opposte bande di briganti, che lo concupiscono credendolo donna. Se ne libera grazie a una romanzesca serie di equivoci e di uccisioni, ma è poi coinvolto nel non meno complesso romanzo amoroso di Sidonio e Dorisbe, il cui racconto include quasi intera la seconda metà del canto. Gran parte di questo canto è tratta dalle Etiopiche di Eliodoro di Emesa, dal Palmarin di Lodovico Dolce e dal Mondo nuovo dell'avversario Tommaso Stigliani (prima parte stampata nel 1617).

### Il Ritorno (canto XV)
Invito alla speranza amorosa. Andato via Marte, Venere travestita da zingara incontra Adone e gli legge la mano: è una nuova occasione per metterlo in guardia dal suo oroscopo e dai pericoli della caccia. I due tornano agli amori. Per distrarlo dalla noia incipiente, Venere propone una partita a scacchi (tratta dagli Scacchia ludus di Marco Girolamo Vida) e Adone vince, anche se con la frode di Mercurio, guadagnandosi così il regno di Cipro (che in realtà sarebbe già di Adone in quanto figlio di Cinira e Mirra). Mercurio narra la favola della ninfa Galania: essa un giorno barò a scacchi contro Venere, e Venere la costrinse a portare sempre con sé la scacchiera trasformandola in tartaruga (la favola è tratta dagli Ecatommiti di Giambattista Giraldi Cinzio).
L'intero canto è parallelo al primo incontro nel III canto (là Venere è travestita da Diana e qui da zingara) e riassume simbolicamente l'educazione sensoriale (la mano) e intellettuale (gli scacchi) di Adone svolta nei canti VI-IX.

### La Corona (canto XVI)
La bellezza corporea è specchio dell'anima. Si deve eleggere con un concorso di bellezza il nuovo re di Cipro; lunga parata dei principi che vengono al tempio (la scena è parallela al giudizio di Paride nel II canto). Anche Adone partecipa e vince. Giunge intanto una donna, la vecchia nutrice di Adone, che rivela come egli sia il vero figlio del re di Cipro; porta a conferma il fatto che egli abbia una macchia a forma di rosa sul costato, il che si rivela corrispondente al vero. Adone quindi viene incoronato, ma non vuole esercitare alcun potere e lascia il suo ruolo all'anziano reggente, per tornare nel giardino di Amore.

### La Dipartita (canto XVII)
La separazione è il più grande dei dolori. Venere deve essere presente alle feste che si danno a Citera in suo onore e Adone le strappa la concessione di poter cacciare nel parco di Diana. Durante il viaggio per mare a dorso di Tritone, Proteo le predice la morte di Adone; Tritone le narra la storia di Glauco che si è reso immortale con delle erbe; Venere lo cerca ma fallisce.

### La Morte (canto XVIII)
Amore e Sdegno travagliano l'uomo. Su delazione di Aurilla, una creatura di Falsirena, Marte tende ad Adone un agguato nel parco, coadiuvato da Diana: i due aizzano un cinghiale contro Adone. Questi lo affronta con le armi di Meleagro, fatali a chi le porta, e per di più colpisce la belva con una freccia di Amore, infondendogli furia amorosa. Un vento inviato da Marte e Diana, scopre la coscia di Adone ed eccita la fiera, che gli morde l'anca come per baciarlo. Adone muore dissanguato. Venere, avvisata in sogno (tratto dal De raptu Proserpinae di Claudiano), accorre e assiste alla morte del suo amato, piangendolo a lungo. Si cerca e si processa il cinghiale, che viene assolto, intese le ragioni amorose che l'hanno mosso.

### La Sepoltura (canto XIX)
Il pianto e il destino. Quattro divinità accorrono a consolare Venere intorno alla bara con racconti di sei dolorosi casi mitici analoghi al suo: Apollo narra di Giacinto, Bacco di Pampino, Cerere di Aci, Galatea e Polifemo, Teti di Calamo e Carpo, di Leandro, di Achille (scena parallela ai racconti del canto V; è qui che il Marino trova modo di riciclare forse anche il suo poema Polifemo). Si celebrano i funerali. Venere trasforma il cuore di Adone in anemone (in opposizione simbolica alla rosa del canto III) e indice tre giorni di giochi in onore del defunto.

### Gli Spettacoli (canto XX)
Congedo del poeta. Gli dèi accorrono ai giochi. La parata (qui il poeta ha probabilmente riciclato le ottave della Gerusalemme distrutta). Il primo giorno è dedicato alle gare di tiro all'arco e di danza; il secondo alla lotta e alla scherma; il terzo alla giostra, cui partecipa la nobiltà italiana e straniera e in cui i cavalieri Fiammadoro e Austria (simboleggianti Francia e Spagna), dopo il duello, sono uniti da Venere. Sullo scudo istoriato ottenuto in premio da Fiammadoro, Apollo legge le guerre tra Francia e Spagna, l'unione dei regni tramite il matrimonio di Anna d'Austria e Luigi XIII e tesse gli elogi di Luigi XIII, trascritti in forma di poema dal pescatore Fileno (il Marino).

## Il problema delle fonti
Premesso che bisognerebbe leggere con attenzione la lettera al bolognese Claudio Achillini che apre La Sampogna (1620) per capire cosa il Marino intenda per "furto" letterario e per traduzione, la storia de L'Adone si intreccia con quella delle fonti: fittissima è infatti la trama intertestuale del poema e in continuo aggiornamento critico, vista la vastità delle conoscenze del poeta sia nell'antica poesia greca (sebbene non conoscesse il greco) e latina, sia nelle letterature italiana, francese e spagnola.
Le fonti si possono agevolmente dividere in:
1. classiche;
2. altri progetti poetici del Marino stesso;
3. opere di poeti suoi contemporanei.

Nel dettaglio:
1. Moltissimi punti del poema sono chiaramente compiaciute traduzioni delle Dionisiache di Nonno di Panopoli, disponibile in traduzione latina solo a partire dal 1605[1] (e quindi composte solo dopo quella data, cfr. il paragrafo apposito in Giovan Battista Marino), un autore fondamentale che probabilmente il Marino conobbe negli anni ravennati; l'albero d'oro nel II canto e le ottave delle Baccanti nel VI canto sono tratte dalle Stanze di Angelo Poliziano; l'intera novella del IV canto viene dalle Metamorfosi di Apuleio; la descrizione dei guardiani dei vari giardini dall'Iconologia di Cesare Ripa; quella degli uccelli nel VI canto dal Morgante di Luigi Pulci; la vicenda dell'iniziazione dei canti VI-VIII risente fortemente dei modelli del modello esameronico del Mondo creato di Torquato Tasso e della Semaine di Guillaume de Salluste Du Bartas; la vicenda narrata da Momo nel VII canto è la riscrittura del noto episodio degli amori di Ares e Afrodite nell'Odissea di Omero; il cruento sacrificio di Falsirena nel XII canto è lo stesso della maga Erittone nella Farsaglia di Lucano; le vicende del canto XIV sono tratte dalle Etiopiche di Eliodoro di Emesa e dal Palmerin di Lodovico Dolce; la partita a scacchi e la favola di Galania del XV canto sono tratti dallo Scacchia ludus di Marco Girolamo Vida, dagli Ecatommiti di Giambattista Giraldi Cinzio e dall'Isle Sonante di François Rabelais; l'eterodosso Tempio di Amore nel XVI canto dal Tempio di Cupido del francese Clément Marot; il sogno di Venere nel XVIII dal De raptu Proserpinae di Claudiano. Sono calchi palesi, già accusati di plagio dai contemporanei, di opere che il poeta traduce direttamente dalla fonte: queste riscritture non sono solo prove di bravura di traduzione, spesso genialmente risolte dal Marino, ma veri momenti di emulazione e superamento dei classici e dei contemporanei, in esplicito agonismo (si veda l'episodio dell'usignolo, giustamente famoso, o il canto delle Baccanti, che porta all'estremo l'espediente polizianeo delle rime sdrucciole per costruire intere ottave sdrucciole che riscrivono esplicitamente quelle originali).
2. Come su accennato, nella lettera Claretti (1614) il Marino parla di molti progetti poetici e li descrive accuratamente e non è possibile non notare la somiglianza con alcune parti dell'Adone: ad esempio i giardini dei sensi dei canti VI-VIII rimandano agli inni naturalistici della Polinnia (opera di cui si parla ancora nel 1619), mentre le parate del XX canto al catalogo degli eroi che sappiamo fosse nel poema Gerusalemme distrutta (opera della quale si parla ancora nel 1620); così le storie edificanti di fanciulli morti narrate nei canti V e XIX rimandano al poema delle Trasformazioni e all'idillio Polifemo, e via di seguito. L'Adone, insomma, come detto sopra, dopo la morte del Concini sembra avere inghiottito velocemente i vari progetti poetici del Marino, di cui non resta nulla ad eccezione del VII canto della Gerusalemme distrutta, pubblicato postumo.
3. Molte sono le riprese dei poemi contemporanei di cui il Marino sorveglia accuratamente la produzione. I furti più famosi sono: la celebre gara con l'usignolo del canto VII dalle Prolusiones di Famiano Strada del 1617; la sfilata dei fiori e l'elogio della granadiglia nel VI canto da una raccolta bolognese del 1609; molte delle vicende del XIV canto, oltre che Eliodoro e il Dolce, riprendono Il Mondo nuovo di Tommaso Stigliani la cui prima parte fu stampata nel 1617. Idem dicasi per Lo Stato rustico di Giovanni Vincenzo Imperiale che viene citato esplicitamente come fonte nel primo canto dell'opera.

Come evidente, gran parte delle informazioni riguardo ai tempi di stesura sono conoscibili solo tenendo conto di molte opere contemporanee, dalla data di pubblicazione delle quali possiamo sapere a posteriori quando alcune parti del poema possono essere state composte. L'insieme delle fonti dichiara una preferenza per gli autori greci (letti in traduzione) rispetto ai latini, e rimanda, nel modo di strutturare la narrazione per salti episodici, a Ovidio, Nonno di Panopoli, Claudiano, al romanzo greco e a Ludovico Ariosto (più che a Omero e Virgilio, come invece nella Gerusalemme liberata).
Il poema, come lo leggiamo adesso, dovrebbe essere, insomma, una vasta riscrittura durante il periodo francese del Marino, specialmente dopo la morte del Concini, in cui sono confluiti tutti i vari progetti poetici: in quei cinque anni (1617-1621), il Marino avrebbe rifatto ex novo il poema scrivendo quasi daccapo gli attuali canti II, V-VII, X-XVI, XIX-XX. Alcune parti del poema, quindi, rivelano di essere state scritte in momenti alquanto differenti e soprattutto di essere frutto di ispirazioni diverse, poi tutte confluite nel poema: questo vasto materiale si è venuto sedimentando intorno ai quattro canti del progetto antico (Amori, Trastulli, Dipartita e Morte) che risultano ora dislocati a gran distanza, nei canti III-VIII-XVII-XVIII, inframmezzati dall'insieme dei racconti secondari, delle peripezie e del continuo proliferare di ecfrasi.

## Struttura generale del poema
Come ha notato Giovanni Pozzi nel suo commento al poema (e come in parte già notato da Tommaso Stigliani nel suo Occhiale, di cui si dirà oltre), L'Adone si mostra come un poema bifocale a forma di ellisse divisibile in due metà, in cui gli episodi presenti nella prima metà (che narra amori e trastulli, canti I-XII) si ripropongono simili, come in uno specchio, nella seconda (dipartita e morte, canti XIII-XX). Questi episodi, a loro volta, appaiono legati fra loro per analogia o per similarità di situazione più che per stringente necessità narrativa. Si può dire al riguardo che:
1. Al centro del poema vi è una sorta di vuoto, una grande frattura: dopo il matrimonio con Venere e la fine dell'iniziazione di Adone nel XII canto, la vicenda infatti può infatti dirsi conclusa, e la continuazione può avvenire solo con l'intervento esterno di Marte e della Gelosia,che a sua volta dà il via a una serie di episodi simili a quelli contenuti nella prima metà. Ad esempio: il primo incontro tra Adone e Venere travestita da Diana (canto III) viene ripreso nel secondo incontro tra Adone e Venere travestita da zingara (canto XV); la sfilata femminile di bellezza nel giudizio di Paride (canto II) viene ripresa nella sfilata maschile per la corona di Cipro (canto XVI); i racconti mitologici narrati da Mercurio (canto V) vengono ripresi da quelli narrati da varie divinità intorno alla tomba di Adone (canto XIX); l'iniziazione sensoriale (canti VI-VIII) e intellettuale (canti IX-XII) di Adone nel Palazzo di Amore viene ricapitolata nella lettura della mano e nella partita a scacchi (canto XV), e via di seguito. L'intero poema risulta costruito, insomma, secondo una logica duale, speculare, in cui i vari episodi non fanno altro che ripresentarsi a distanza molto simili e connettersi gli uni agli altri per somiglianza più che per affettive ragioni logiche, come invece preteso dalla teorica rinascimentale di stampo aristotelico.
2. Le macchine narrative, infatti, vengono usate dal Marino al solo scopo di complicare l'azione principale e di mettere in scena un'opera fortemente ridondante e ambigua sul piano interpretativo (infrangendo così la necessità di oggettività richiesta al genere del poema epico dalla teorica rinascimentale e tassiana). Ad esempio: chi ha provocato la morte di Adone? la Fortuna che, spinta da Amore, lo ha fatto naufragare a Cipro? La vendetta di Apollo che vuole vendicarsi di Venere? O il suo oroscopo infausto? Le armi maledette di Meleagro rubate al tesoro di Falsirena? La freccia di Amore che finisce tra le frecce di Meleagro e fa innamorare il cinghiale? la folata di vento mandata da Marte e Diana che, scoprendo la coscia, fa infoiare la belva? O anche: come Adone diventa re di Cipro al concorso di bellezza? perché l'ha vinto a scacchi o perché è effettivamente il più bello? Bellezza o no, egli, in quanto figlio di Mirra, è già il legittimo re di Cipro: a che servono allora la sfilata di bellezza e la macchia sul costato, indicata dalla nutrice, che lo fa riconoscere come legittimo re? Ancora: che motivo ha Venere di mascherarsi da dea Diana nel primo incontro con Adone e da zingara nel secondo? E gli esempi di queste incoerenze logiche del racconto potrebbero proseguire a lungo. Insomma: il poeta ha volutamente messo in moto continue macchine narrative che sono spesso inutili; anzi, spesso tali macchine sono poste volutamente in contraddizione reciproca e forniscono più cause per una sola conseguenza, il che viene a minare l'univocità e l'oggettività della narrazione. Ad ogni rilettura, insomma, il poema può essere letto diversamente e ripercorso tenendo conto di differenti cause per un singolo episodio, il che viene a creare una narrazione continuamente cangiante e inafferrabile, volutamente inaffidabile e ovidianamente metamorfica.
3. Tale logica duale che modella dalle basi il racconto si riflette ancora nel modo di strutturare le ottave (in genere in distici), sia nell'identità dei personaggi principali che hanno a loro volta tutti un loro doppione: Adone, infatti, è uguale ad Amore (somiglia in tutto Amor, se non che solo / mancano a farlo tale il velo e 'l volo, III, 44), e Venere è uguale a Psiche, amante del figlio (tanto che lo stesso Amore le confonde: la bella madre mia non è costei?, IV, 43), il che non solo mina alle basi anche l'attendibilità dei personaggi, oltre che della narrazione, ma viene a circondarli di un singolare sfumatura incestuosa, aspetto, questo, che non doveva essere sfuggito alle autorità ecclesiastiche. Lo stesso dicasi per la macchia sul costato che Adone scopre nel XV canto che rimanda evidentemente alla ferita di Cristo sul costato ma i rimandi cristologici su Adone, come su accennato, sono molti e chiari in molti punti e bene illustrati nel succitato commento del Pozzi al poema.

## La condanna di Urbano VIII
Immediatamente stampato il poema, il Marino tornava in Italia ma tornavano a galla le questioni irrisolte con l'Inquisizione. Un'opera come L'Adone non si adattava al clima del pontificato del neoeletto Urbano VIII e della fastosa Roma barberiniana. L'intervento del papa contro il Marino è uno dei primi atti del suo pontificato, ed è finalizzato a far piazza pulita delle ambigue relazioni intrattenute fino ad allora dalla Chiesa con parti dell'intellettualità, e parallelamente a scoraggiare il diffondersi di determinati atteggiamenti culturali; si può ritenere che questo sia il primo passo del lungo e doloroso percorso che porterà nel 1633 alla terribile condanna di Galileo Galilei, vero eroe e martire del pensiero (due etichette che al duttile Marino si addicono in verità pochissimo).
- È il cardinale Giannettino Doria, ironicamente il dedicatario di Lira III, che il 22 aprile 1624 sporge denuncia contro il poema. Il papa (che sarà il firmatario di tutti e tre i decreti contro il poema), condannando il poema assai tempestivamente l'11 giugno, concede ancora la possibilità di apportare correttivi e lasciando aperta la possibilità di una stampa romana, cui il Marino tiene moltissimo, ma non lasciando più d'un mese di tempo. Il poeta apporta alcuni correzioni, dopodiché decide di abbandonare Roma per Napoli, lasciando ad Antonio Bruni e a Girolamo Preti l'incarico di correggere il capolavoro secondo le disposizioni di un tal p. Vincenzo Martinelli, 'socius' del Maestro nel Sacro Palazzo (massima autorità pontificia per la censura). Sta di fatto che fin quasi alla fine dell'anno nulla è fatto: non solo il Marino non continua la correzione, ma né il p. Martinelli né i due poeti amici sembrano aver riscritto un solo verso; ed è da ricordare che è il Martinelli quello ufficialmente incaricato di correggere l'opera. Evidentemente sia gli amici del Marino, sia i lettori del Sant'Uffizio hanno avuto modo di approfondire la conoscenza del complicato poema, per rendersi conto, infine, che le lascivie hanno un peso minimale nell'economia dell'opera, e sono, tra i luoghi incriminabili, sicuramente i meno gravi anche per i criteri di allora (come sostenuto da Giovanni Pozzi); in proposito sarà da ricordare, piuttosto, la tanta materia sacra continuamente allusa dietro la vicenda erotica di Adone avrà infastidito l'élite cattolica. Infine, il 27 novembre il poema è condannato in quanto «morum corruptivus ob eius oscoenitatem quam maximam»; in più, per motivi ignoti ma immaginabili, la dura sentenza non è resa pubblica; è il cardinale amico Carlo Emanuele Pio di Savoia che si assume il caso dell’Adone.
- Una seconda condanna è fulminata il 17 luglio 1625, quando il Marino è già morto, provocando la mobilitazione (che durerà decenni, nel complesso) di numerosi amici e letterati influenti, specie gravitanti intorno all'Accademia degli Umoristi, che si propongono a vario titolo di trovare soluzioni di compromesso, rivolgendosi a questo scopo al Sant'Uffizio. Nulla di concreto ci rimane, però, di quello che eventualmente sarà poi fatto sul corpo de L'Adone; si sa che i sodali si muovono su più binari, innanzitutto con una serie d'agiografie, e poi concentrando via via le energie nella querelle scatenata da L'Occhiale di Tommaso Stigliani (1627).
- La terza condanna, del 5 novembre 1626, è quella definitiva. È vero che L'Adone continuerà ad essere ristampato per tutto il secolo, non solamente all'estero (in particolare dagli Elsevier) ma anche a Venezia (e una volta, nel 1789, a Livorno con la falsa indicazione "Londra"), e questo si spiega col prestigio del Marino, che era universale, e con la conseguente scarsa aggirabilità della sua figura e della sua opera; ma la condanna della Chiesa, e di Urbano VIII in particolare, riveste un significato ulteriore e più ampio che trascende anche le esigenze di quella temperie e di quel pur lungo papato.
- Altre due condanne verranno emanate contro il resto della produzione nel 12 aprile 1688 (sempre per volontà di Urbano VIII) e nel 27 settembre 1678 (per volontà di papa Innocenzo XI).

## La diatriba suL'Adone
Alla sua uscita il poema sollevò un immenso clamore e scatenò, come già la Gerusalemme liberata, un gran polverone. Adirato, Tommaso Stigliani compose il libello L'occhiale (1627) in cui denunciava i "furti" letterari del Marino e le incoerenze della trama generale.
Questo libello diede vita ad un'acre diatriba durata tutto il secolo, con vari pamphlets favorevoli o contrari al Marino:
1. Tommaso Stigliani, L'Occhiale, 1627 Venezia;
2. Agostino Lampugnani, Antiocchiale
3. Andrea Barbazza, Le Strigliate a Tommaso Stigliani per Robusto Pogommega (1629) e Le Staffilate di Giovanni Capponi (1637);
4. Girolamo Aleandro il Giovane, Difesa dell'Adone (1629);
5. Gauges de Gozze, Vaglio etrusco e una Difesa d'alcuni luoghi principali dell'Adone rimasti manoscritti;
6. Scipione Errico, L'Occhiale appannato (1629);
7. Nicola Villani, Uccellatura di Vincenzo Foresi all'Occhiale del cavalier Tommaso Stigliani (1630) e Considerationi di Messer Fagiano sopra la seconda parte dell'Occhiale del cavalier Stigliani (1631);
8. Angelico Aprosio Il vaglio critico di Masoto Galistoni da Terama, sopra Il mondo nuovo del cavalier Tomaso Stigliani da Matera (1637), Il buratto (1642), L'Occhiale stritolato (1642), La sferza poetica di Sapricio Saprici... per risposta alla Prima censura dell'Adone del Cavalier Marino fatta del Cavalier Tommaso Stigliani (1643) e Del veratro: apologia di Sapricio Saprici per risposta alla seconda censura dell'Adone del cavalier Marino, fatta dal cavalier Tommaso Stigliani (le cui due parti uscirono invertite, la I. nel 1645 e la II. nel 1647);
9. Teofilo Gallaccini, Considerazioni sopra l'Occhiale,
10. Giovanni Pietro D'Alessandro, Difesa dell'Adone;
11. Francesco Busenello, La Coltre, ovvero Lo Stigliani sbalzato

ed altri ancora (quali Giovan Battista Capponi, Luca Simoncini, Giovanni Argoli...)..
Le critiche si appuntarono principalmente su:
1. La poca unità della trama generale del poema, i continui episodi collaterali e interruzioni;
2. Il tono francamente erotico di alcune parti del libro, anche connesse con temi religiosi. I tratti cristologici riflessi su Adone potrebbero ricondursi ad una ridicolizzazione del sacro, ma più probabilmente il classicismo esclusivo ha portato l'autore ad una completa erosione dei suoi significati;
3. I calchi letterari, veri e propri plagi, letteralmente sbandierati nel poema, specie quelli a danno dei contemporanei (fra cui, tra primi, lo stesso Stigliani);

Il Marino, in realtà, rispose indirettamente a queste critiche nelle lettere, privatamente, dando in realtà poca importanza all'opinione dei pedantuzzi e ai vari paragoni fatti con la Gerusalemme liberata e alle accuse di plagio.

## La fortuna dell'opera
Il successo de L'Adone, anche dopo le condanne inquisitorie, fu immenso, e le condanne ecclesiastiche non servirono a farlo scomparire mai dal mercato librario. Tra le opere cui diede ispirazione si ricordano: 
- Ottavio Tronsarelli, La catena d'Adone, favola boschereccia (Ciotti, Venezia 1626), musicata da Domenico Mazzocchi, riesumata anche in tempi moderni e oggetto d'incisione discografica.
- Paolo Vendramin, Adone. Tragedia musicale rappresentata in Venezia l'anno 1639 nel teatro de' SS. Giovanni e Paolo (Sarzina, Venezia 1640),
- Giovan Matteo Giannini, L'Adone. Drama per musica (Venezia 1676),
- L'Adone. Intermedio musicale per l'Accademia degl'Uniti (Bosio, Venezia 1690 circa)
- Rinaldo Cialli, La Falsirena. Drama per musica da rappresentarsi nel teatro di S. Angelo l'anno 1690 (Nicolini, Venezia, 1690 circa).

## Edizioni critiche del poema
- L'Adone, ed. critica e commento a cura di G. Pozzi, Milano, Mondadori, 1976 [e ristampe successive anche per Adelphi];
- L'Adone, ed. critica a cura di M. Pieri, Bari, Laterza, 1975-1977.
- L'Adone, ed. critica e commento a cura di M. Pieri, Roma, Istituto Poligrafico dello Stato, 1996.
- L'Adone, ed. critica e commento riveduto e corretto a cura di M. Pieri, La Finestra editrice, Lavis 2007 ISBN 978-8888097-69-5.
- L'Adone, ed. critica e commento a cura di E. Russo, Milano, Rizzoli, 2013.